# テアトロン賞
テアトロン賞（テアトロンしょう）は、東京の各新聞の演劇記者たちがあつまった「東京演劇記者会」が主宰していた演劇賞である。
主に、歌舞伎、商業演劇、新劇、ミュージカルの4分野に分けて、毎年、授賞していた。また、個人のみならず、「劇団」にも授賞していたことが、他の演劇賞と異なる。
名称は、当時、東京新聞の演劇記者だった中川鋭之助（のち劇団四季副社長）が命名したもので、「テアトロン」はギリシャ語で「観客席」を意味して「シアター」の原語である。

## 受賞
- 第1回（昭和30年度）
  - 菊五郎劇団『妹背山婦女庭訓・吉野川の段』
  - 新派『太夫さん』他の現代劇に示した努力
  - 文学座『ハムレット』の成果
  - 宝塚歌劇月組『ボンジュール・パリ』の舞台成果
- 第2回（昭和31年度）
  - 中村歌右衛門『夜叉ヶ池』『春琴抄』『瀧の白糸』など、新派に取組んだ意欲と、『苅萱道心筑紫𨏍』の舞台成果
  - 前進座『御浜御殿綱豊卿』『俊寛』の成果
  - 文学座『肥前風土記』『ヤシの女』などの創作劇活動
  - 松竹歌劇団『アトミック・ガールズ』のSKD四大踊りにおける成果
- 第3回（昭和32年度）
  - 新国劇『風林火山』の舞台成果
  - 千田是也『タルチュフ』の演技成果
  - 越路吹雪『バス・ストップ』『曽根夫人の黒眼鏡』など、ミュージカル、新派の出演の舞台成果
- 第4回（昭和33年度）
  - 中村勘三郎『髪結新三』など年間の演技成果
  - 松竹新喜劇『みみずく説法』などの舞台成果
  - 俳優座『幽霊はここにいる』の舞台成果
  - 宮城まり子『まり子自叙伝』の成果
- 第5回（昭和34年度）
  - 松本幸四郎『日向島』試演会の成果など
  - 三益愛子『がめつい奴』の演技成果
  - 俳優座『千鳥[2]』と同座日曜劇場『十二夜』など公演活動の成果
  - 榎本健一『浅草の灯』の劇中劇をはじめ、各種の舞台成果
- 第6回（昭和35年度）
  - 大谷友右衛門と坂東鶴之助コンビによる『吉野山』『鎌倉三代記』などの演技成果
  - 新派『京舞』『花のいのち』『夢の女』など新作の成果
  - 岸田今日子『陽気な幽霊』『塔』の演技成果
  - 宝塚歌劇星組『華麗なる千拍子』の舞台成果
- 第7回（昭和36年度）
  - 市川寿海『頼朝の死』をはじめとする年間の舞台成果
  - 東宝現代劇『放浪記』公演の成果
  - 劇団民芸『イルクーツク物語』『火山灰地』一、二部における舞台成果
  - 宝塚歌劇団雪組『火の鳥』の舞台成果
- 第8回（昭和37年度）
  - 市川團十郎『勧進帳』『助六由縁江戸桜』『若き日の信長』などの演技
  - 前進座『屈原』『左の腕』『御浜御殿綱豊卿』の成果
  - 劇団民芸『オットーと呼ばれる日本人』『るつぼ』の成果
  - 江利チエミ『チエミ大いに歌う』『スター誕生』の演技
- 第9回（昭和38年度）
  - 尾上松緑『徳川家康』『松緑奮闘公演』『義経千本桜』における年間の舞台成果
  - 山田五十鈴『丼池』『香華』『明智光秀』における年間の舞台成果
  - 宇野重吉『初恋』『泰山木の木の下で』『消えた人』の民芸公演における演出成果
  - ミュージカル『マイ・フェア・レディ』のアンサンブルの成果
- 第10回（昭和39年度）
  - 尾上梅幸『お夏狂乱』『近頃河原の逢引』になどにおける演技成果
  - 前進座『阿部一族』の舞台成果
  - 東宝現代劇『越前竹人形』の舞台成果
  - 東野英治郎『有福詩人』『教育』の演技成果
- 第11回（昭和40年度）
  - 中村歌右衛門主催「苔会」の公演成果
  - 市村竹之丞、澤村訥升、澤村田之助、市川猿之助の若手四人の活躍
  - 瀧澤修『夜明け前』第二部の青山半蔵の演技成果
  - 東宝ミュージカル『王様と私』の舞台成果
- 第12回（昭和41年度）
  - 『妹背山婦女庭訓－道行恋苧環・三笠山御殿の場』の舞台成果
  - 守田勘彌『名月八幡祭』『十六夜清心』『元禄忠臣蔵』の年間演技成果
  - 『アンドロマック』の舞台成果
  - 俳優小劇場『アルトナの監禁された人たち』『黒人たち』『剣ヶ崎』の舞台成果
  - 東宝ミュージカル『心を繋ぐ6ペンス』の舞台成果